# 성도여객운수
성도여객운수유한공사(영어: Capital Bus Company, Ltd., 중국어: 首都客運股份有限公司)는 대만 신베이시 싼충구에 본사를 둔 버스 기업이다.

## 연혁
- 1976년 7월 1일: 회사 설립

## 보유 차종
토요타 자동차
- 토요타 코스터 XZB50L-ZEMSYR
- 토요타 코스터 XZB70L-ZEMSYR
- 토요타 하이에이스

미쓰비시 후소 트럭・버스 주식회사
- 미쓰비시후소 로사 RP517PL
- 미쓰비시후소 로사 BE641G
- 미쓰비시후소 RM11FN2XC

자일대우버스
- 대우 BS120CN 로얄 논스텝

스카니아
- 스카니아 K380EB4X2LI
- 스카니아 K380IB4X2NB
- 스카니아 K400IB4X2NB
- 스카니아 K410IB4X2NB

포톤 자동차
- 포톤 BJ6123

킹롱
- 킹롱 XMQ6120AGD5

위통버스
- 위퉁 ZK6128HG

MAN
- MAN 19460 CO

## 갤러리

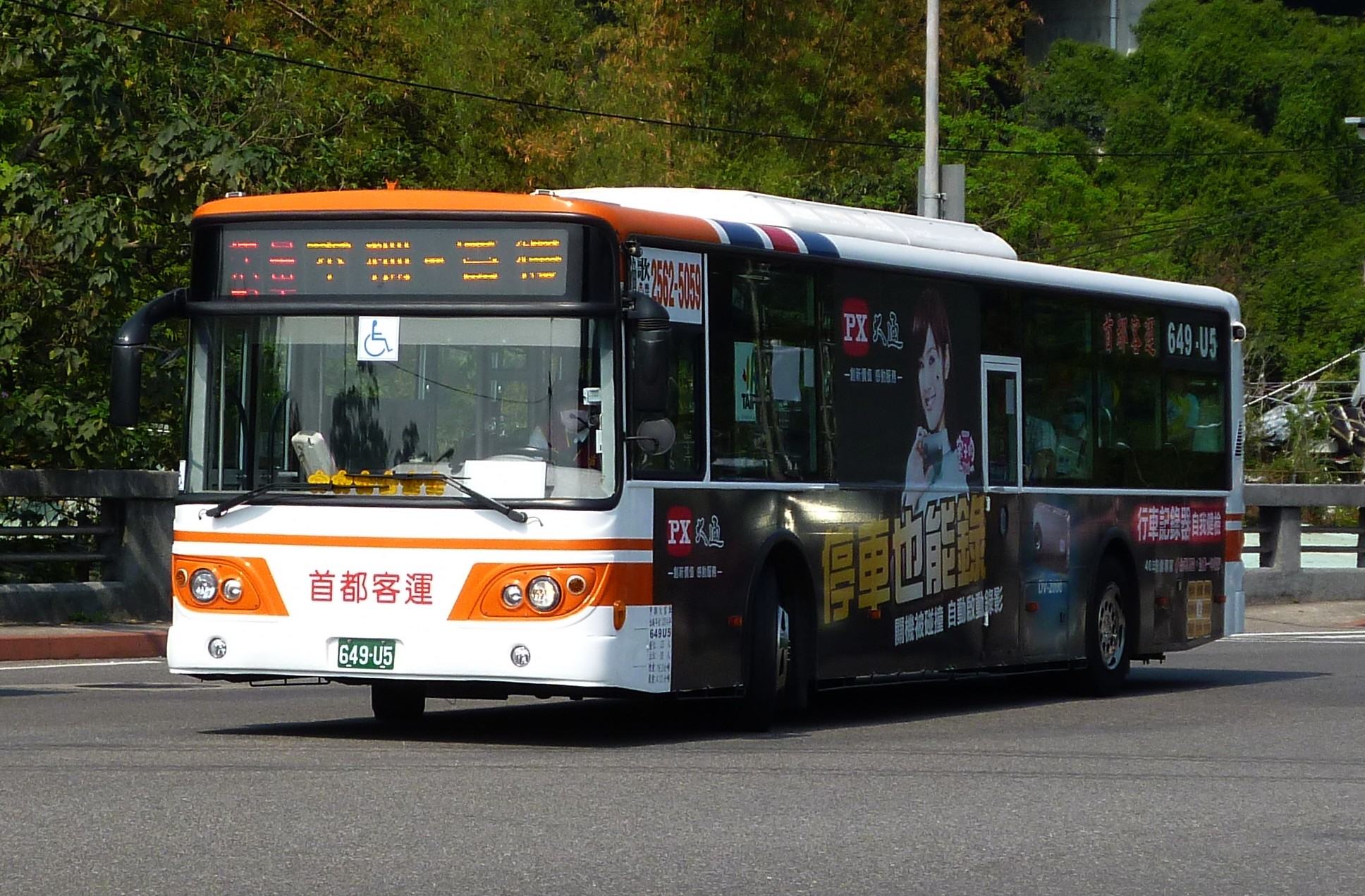
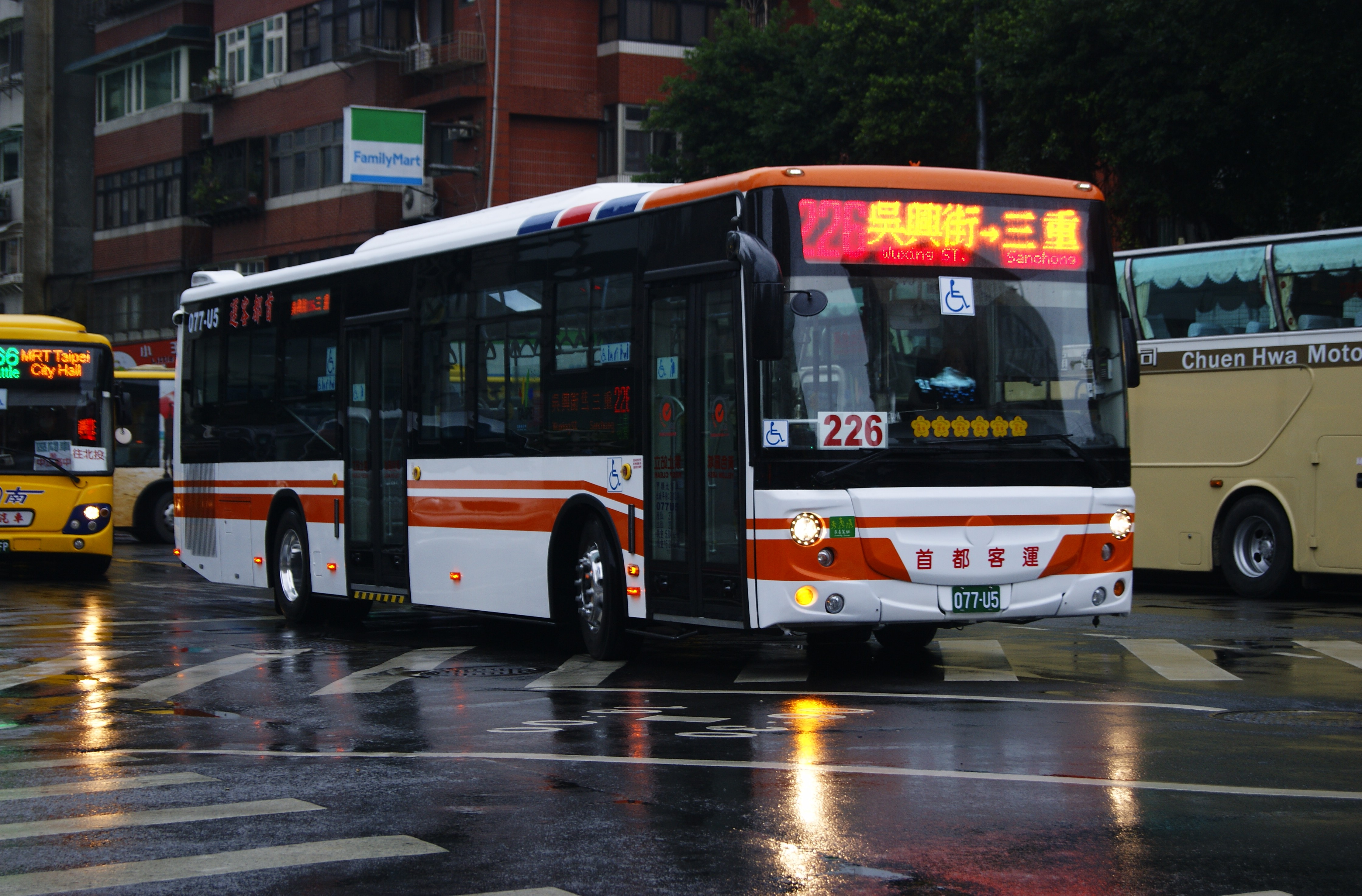

## 참고 자료
- 暢行台北-公車客運資訊站 보관됨 2016-03-15 - 웨이백 머신
- 運輸知識庫巴士交會點 보관됨 2010-03-28 - 웨이백 머신